# 今西家住宅

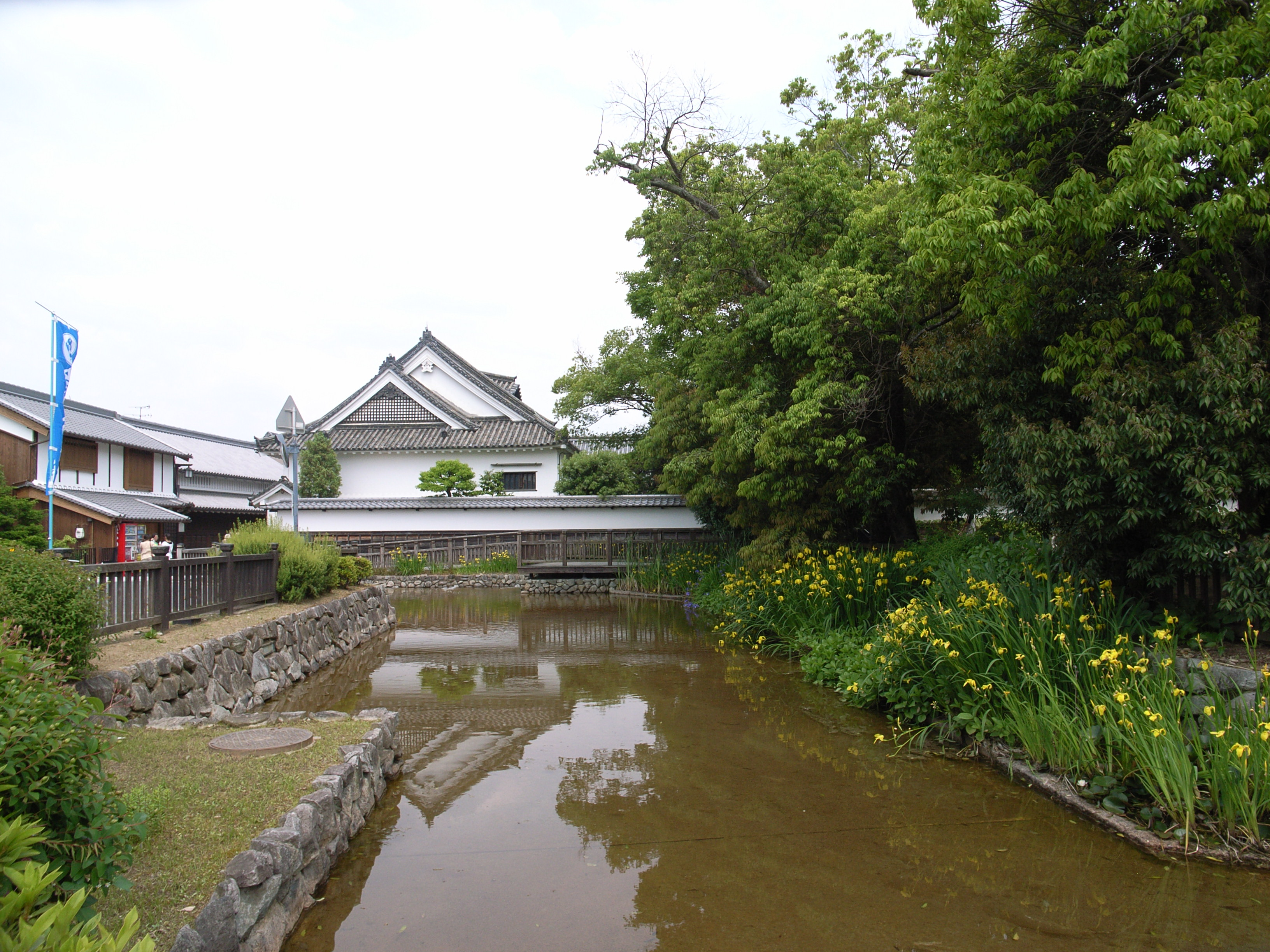
今井町を囲む西環濠、中央奥は今西家

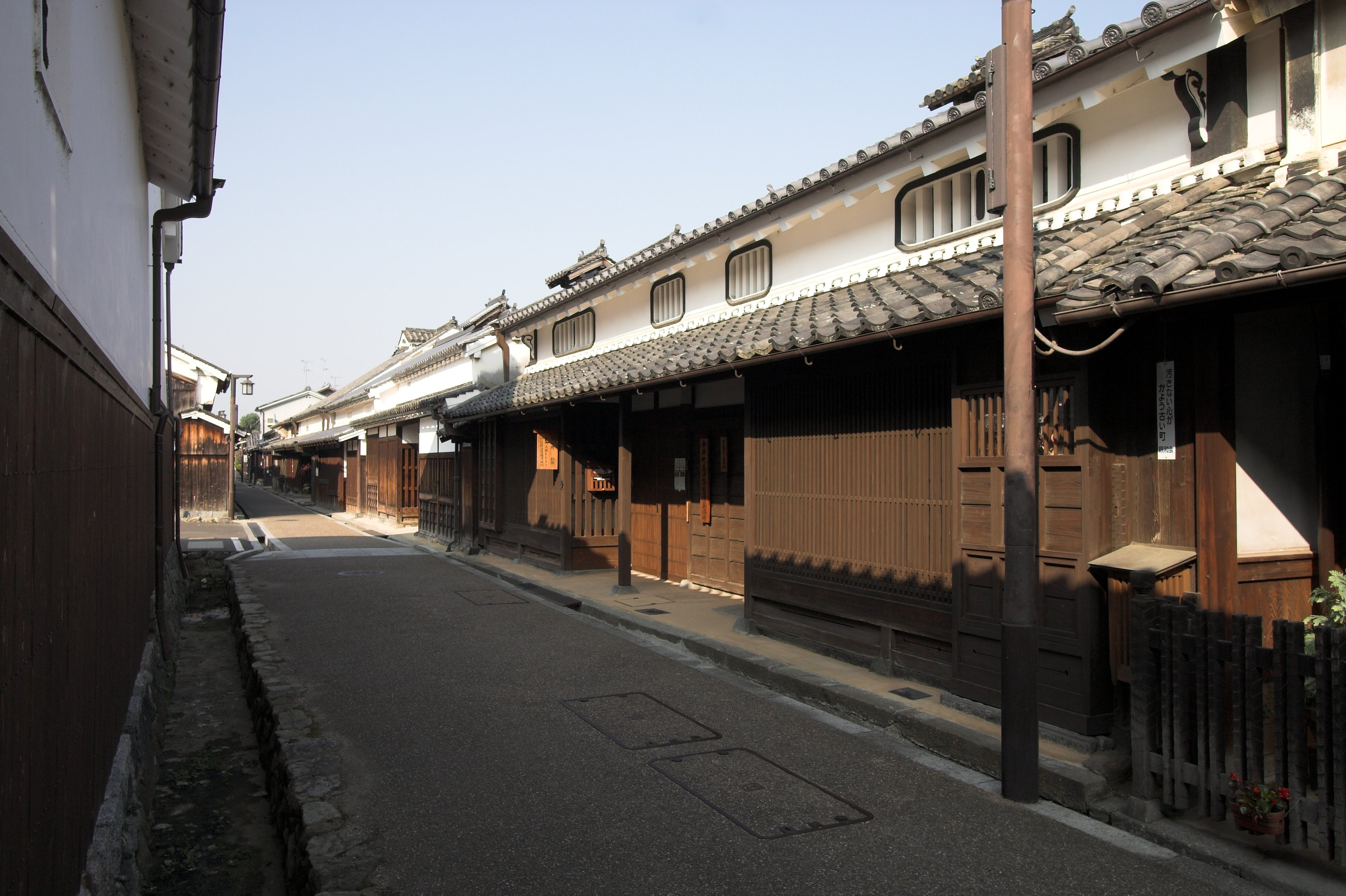
今井町の町並

今西家住宅（いまにしけじゅうたく）は、奈良県橿原市の重要伝統的建造物群保存地区として選定されている今井町にある重要文化財（建造物）である。公益財団法人十市県主今西家保存会により保存維持管理されている。
東京大学工学部建築学科による町屋調査を経て、1957年（昭和32年）6月18日に国の重要文化財に指定され、慶安3年（1650年）3月22日の記がある棟札が重要文化財の附（つけたり）指定とされた。その後文化財保護法により根本修理に着手することとなり、奈良県教育委員会が今西家から委託を受けて1961年（昭和36年）3月に起工し、1962年（同37年）10月に竣工した。

## 概要
戦国時代の構造様式を残す建造物で慶安3年（1650年）に7代目当主今西正盛によって裁判を行うために改築された屋敷であり、住宅で、別名「八つ棟」（やつむね）または「八棟造り」と呼ばれている。また、天正3年（1575年）、織田信長本陣となり、土間をお白州に見立ててお裁きが行われた。その折に信長は褒美として様々な物品を下賜し、今西家を眺め「やつむね」と唱えて本陣を後にしたことが旧今井町役場の資料に残っている。
現在の今西家住宅は、1650年（慶安3年）の改築以前永禄年間（1560年代）に今井郷の西端の要塞として櫓 (城郭)及び住居が築かれていたことから2度目の普請である。文禄4年（1595年）の検地帳によると、長屋門が今西家屋敷内の信長陣屋跡の付近にあったことは確実であり、耳成村上品寺の上田家所蔵の「今井町御陣屋大概間数」には長屋門と長屋が記されており、長屋の規模は2間×12間である。

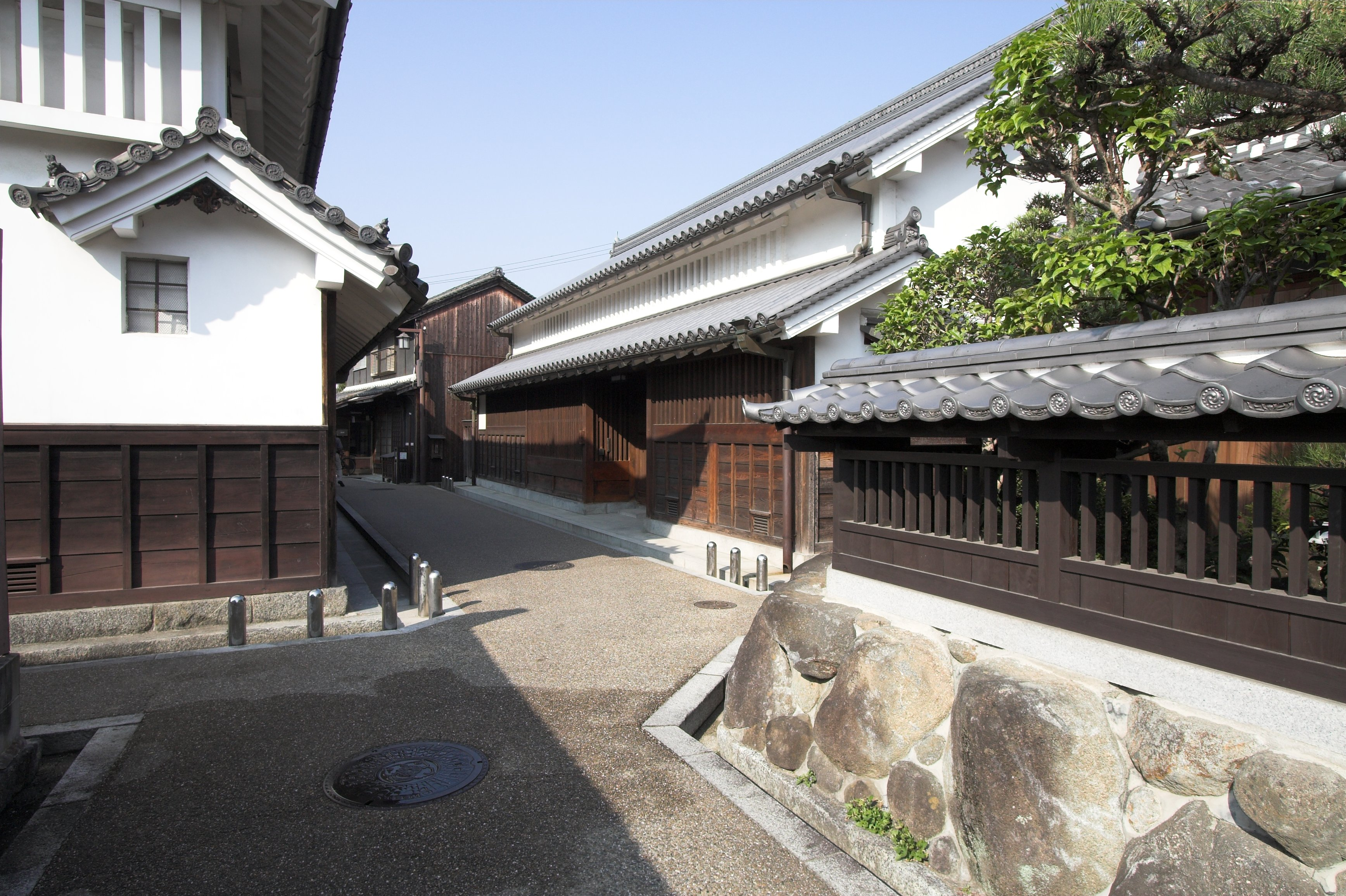
今井町の道すじ

今西家住宅北側の道路の本町筋では、住宅建物だけが北側の道路に突出していて、東西両端で道が大きく南に屈曲していて、前方の見通しが悪く、現在のように自動車が頻繁に通る都市としては不適当な町並である。今西家の前を通る道路は、この角で折れ曲がって小さい枡形を形成し、二階の窓は町内の道を真っ直ぐに見通す位置につくられている。その機能も意匠も物見櫓とよく似ている。

### 沿革

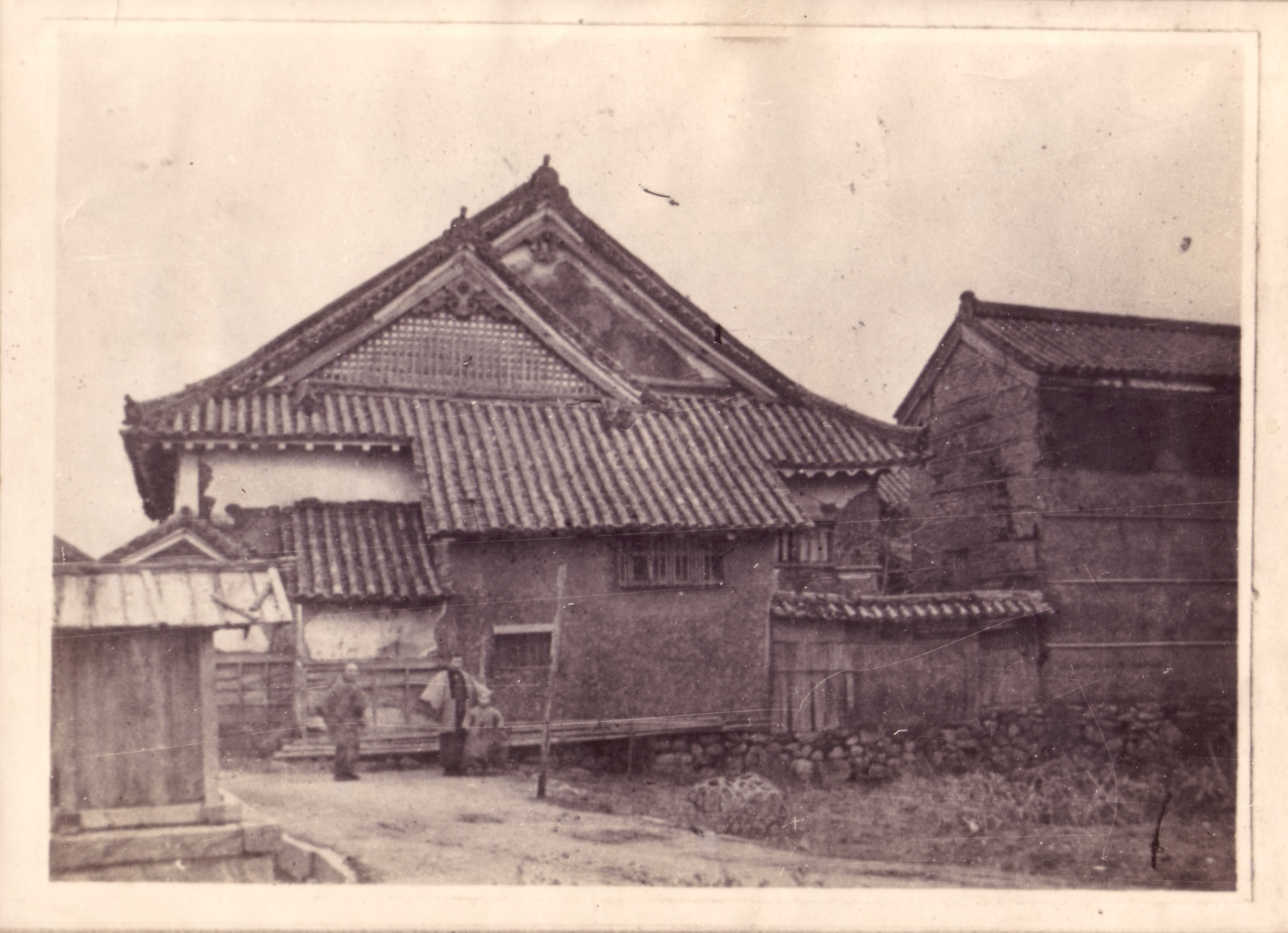
大正初期の今西家住宅西側（牢屋及び三階蔵残存）

本建物の沿革については、解体修理の際発見された瓦銘や刻銘から述べると平瓦の中に明暦2年（1656年）の刻銘のあるものがあり、明暦2年は創立から7年後のことで、もし、この頃に屋根葺が行われたとすれば、銘のある瓦と同種の瓦が相当数出てこなくてはならないが、それらの資料の得られないところから考えると、何かの災害によって応急的に一部の瓦が補足されたのではなかろうかと思われる。
次に元禄6年（1693年）の瓦銘については、慶安3年に創立されてから43年後で相当数の平瓦が補足されており、また文政8年（1825年）の瓦銘のある瓦と同種類の瓦が半数近くあり、これらのときに屋根の葺き替えの行われていることがわかった。元禄と文政の修理は屋根だけでなく、外部大壁および軒裏の塗りかえ、内部間仕切の改変など相当大規模な修理が行われてきたようである。
その後、昭和初年までは記録的には何の資料も得られなかったが、内部の壁が3回くらい塗りかえられているところから、文政以降にも破損の都度修理が行われてきたようである。
1927年（昭和2年）3月7日の北丹後地震により、本建物西に接続していた牢屋と、南の三階倉が倒壊した。この頃には本建物も相当破損していたようで、特に西南隅の地盤沈下に伴い、本建物が西に大きく傾いていたようである。
江戸時代であれば、この程度の修理は官費で賄えたであっただろうが、明治維新後は廃藩置県によって、長年勤めてきた惣年寄の役職もなく、男爵位を明治政府から薦められたものの華族の資産基準に満たないほど窮迫していたようで、一市民としては簡単な修理が精一杯のようであった。
そのため牢屋や3階蔵の復旧は行われなかったが、牢屋接続部の屋根の修理と、これ以上本建物が西に倒れないよう土間西側から斜めに支柱を入れて補強し、別間も本建物と平行して傾斜していたので、本建物と接続する桁・母屋などの横架材を切り離し、別間だけ独立して傾斜を復旧していた。このとき仏間南旧4畳間の中央東西に筋違い用の壁を新しく設け、同壁の北に仏間側からの押入れ・南間西に2階昇降口、東に別間座敷側の押入れをそれぞれ新設し、2階も現在風に改変されていた。
このようにして別間の創立年代が明らかになり、昭和初年には立ちを直し、締め直しも行われてはいるが、軸部の弛緩激しく、東大壁の弛緩が特に目立ち、本建物に並行して修理の必要があったのであるが、予算の都合で壁の応急修理のみにとどめた。
今西家現在の宅地は、北・東とも道路に面して旧状どおり、南面は、県道（御堂筋）までになっているが、児童公園南春日神社境内一円も旧宅地であった。県道は、1877年（明治10年）の明治天皇行幸の際に県に寄贈して開通したものである。また、今西家南側に織田信長本陣跡の祠が建っていたが第二次世界大戦の戦火を危惧し撤去された。なお、市に寄贈された西側の現児童公園には、今西家の茶室があった。
2階正面の壁面には、向かって右側に川の字の井桁枠で囲み川合家の定紋を入れ、左側には菱形3段に重ねた武家を象徴する旗印を付けている。
『棟上げ慶安参年参月廿弐日』の棟札をもち、今井町では最も古い建物で、文化財指定外の主屋南隅に接続する角屋の離れ座敷（角座敷）および2階部屋も同期のものである。

## 構造

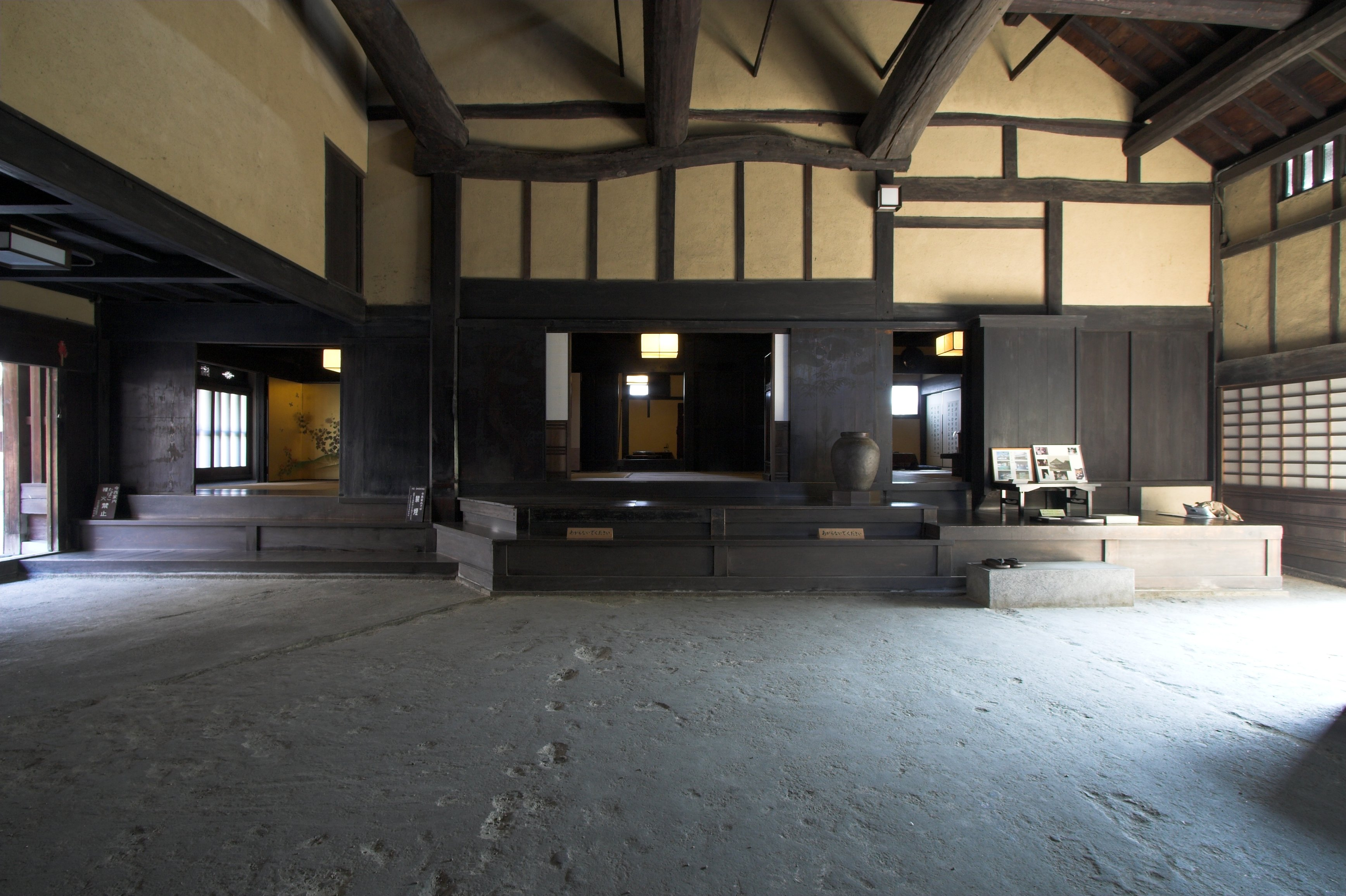
1階の土間から座敷側を見る。画面左手が入口、部屋は左が「みせのま」、中央が「なかのま」、右が「だいどころ」。梁や柱を現しにして仕上げた真壁がみえる。

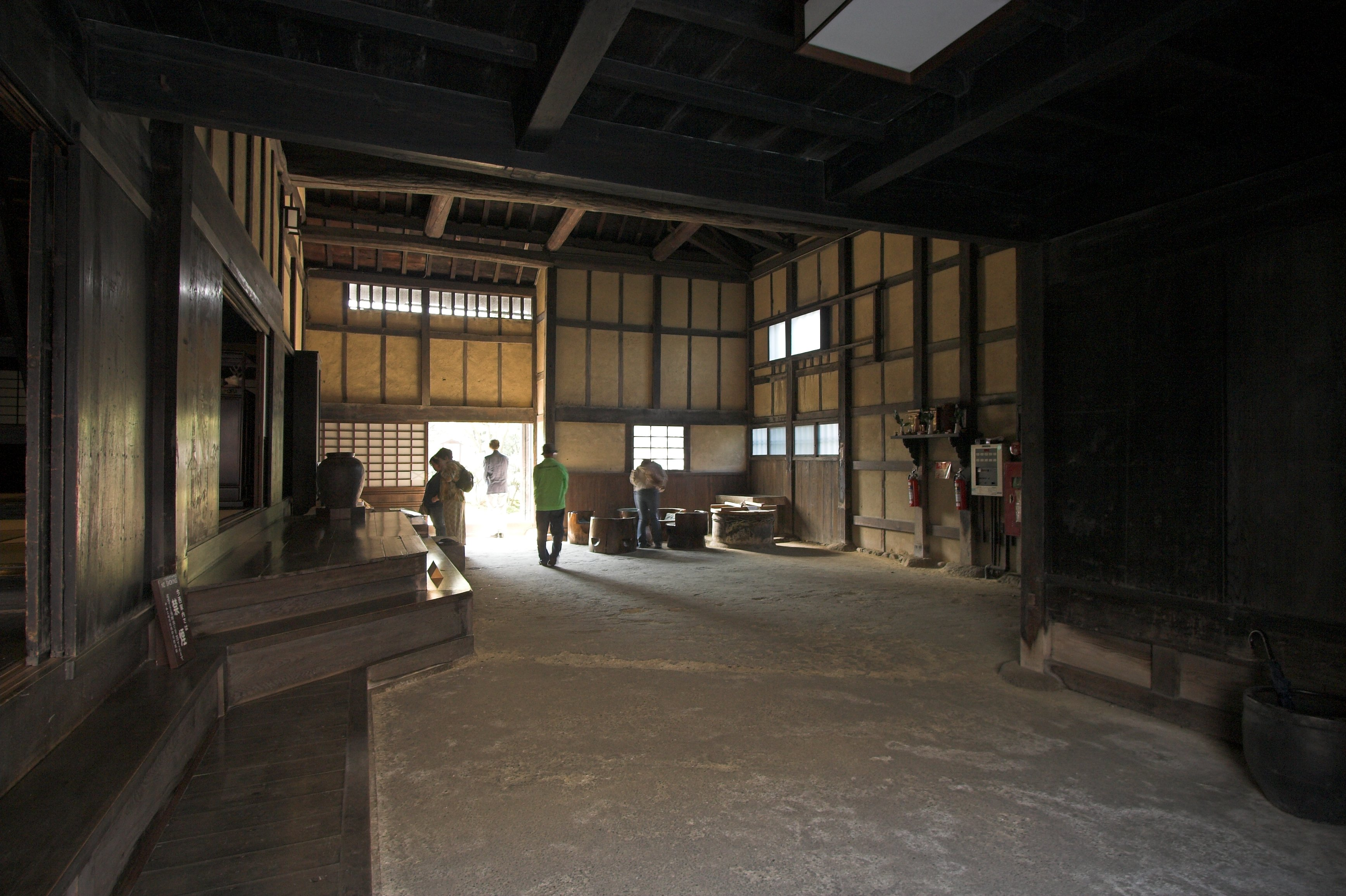
土間を入口側から見る。右側手前が「しもみせ」、左側手前が「みせのま」、「みせのま」の奥に「みせおく」がある（この写真ではみえない）。左側中央に大きな「しきだい（式台）」が見える。また、見上げた低い天井の上階には「つし（厨子）」がある。

住宅としては、不便な土間部が平面形式の半分も占有し、上段框や式台を配置して格式を意匠したことなどから陣屋として設計され、建築施工されたことが明らかである。
入母屋造、本瓦葺き、一部2階建て。北を正面として建ち、南側と北側に庇を付す。また、南東側に2階屋の突出部が付属する。規模（南東突出部除く）は桁行15.9m（8間）、梁間13.8m（6間半）、軒高4.7m、軒の出0.820m、棟高11.4m、建築面積215.2m、延面積326.2m2、屋根面積390m2。
間取りは西半（正面から見て右側）を土間（おにわ）、東半を居室部とする。1階の居室部は2列6室の六間取りで、土間に面した下手は手前から「みせのま」、「なかのま」、「だいどころ」とし、上手（東側）は手前から「みせおく」と呼ばれる奥座敷、「なんど（納戸）」、「仏間」とする。仏間の南には押入と階段を隔てて、8畳の離れ座敷がある。この座敷部分が前述の突出部にあたる。
土間の北西隅は壁で区切り「しもみせ」とする。「みせのま」「みせおく」上の2階には座敷2室がある。また、「しもみせ」から大戸口にかけての上部にはつし2階（いぶし牢）がある。「なかのま」、「だいどころ」、「なんど」の上部もつし2階とする。なお、各部屋の名称については、文化財指定後に京町家を参考にして便宜上命名されたものである。

### 特質

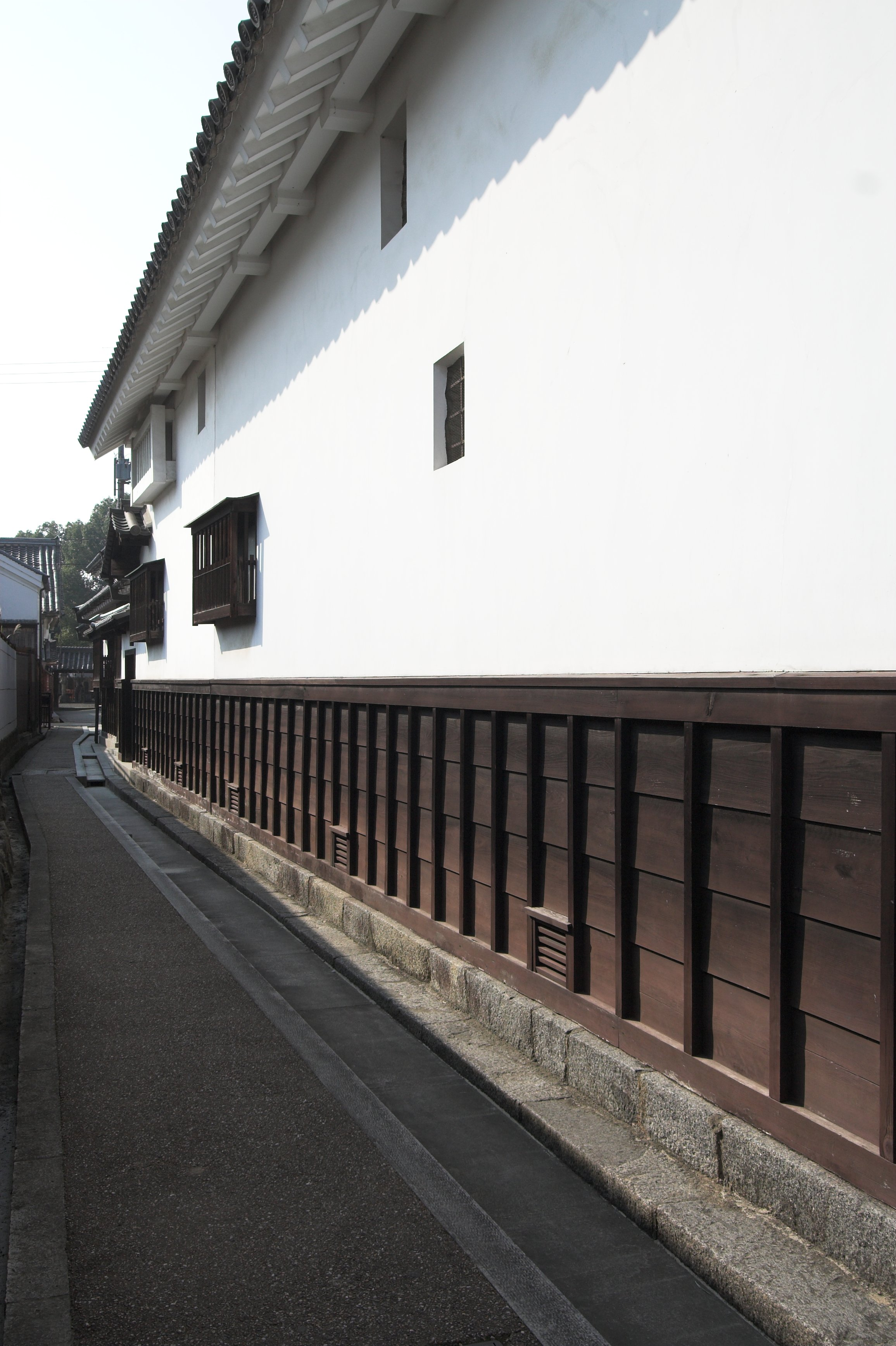
今西家の東側外壁と軒裏を覆う防火性をもつ漆喰塗り（外部白漆喰塗）

棟札が残っているとともに屋根の棟の端部を飾る鬼瓦に刻まれた刻銘（鬼瓦銘）によって慶安3年（1650年）の建立年代が明らかであり、建物の妻面には複数の屋根の稜線が見える重ね妻の棟数の多い建物で、天守に千鳥破風や唐破風を付けて外観を立派に見せる手法と同じであり、低い方の破風は構造上の必要性はまったくない。また、外部白漆喰塗により柱を隠し、軒下まで塗りあげ大壁構法を用い、城を思い起こさせる建築様式である。
大屋根、庇（ひさし）とも本瓦葺、外壁は大壁白漆喰に仕上げられ、正面には太い格子が入っており、2階窓の格子は軒（のき）と同様に塗籠められている。
梁は、細い幅の面を数多くつくって、元の丸太の形をあまり変えない「瓜むき」といわれる加工法で、戦国時代の城郭建築の特色を残している。
井桁に組んだ太い梁の上に小屋束を立て、貫（ぬき）で連結した豪壮な小屋組は、寺院の庫裡を見ているような錯覚をおこさせ、棟と直角に設けられた煙出しも城郭を彷彿させる。
平面形式は約半分を土間が占め、床上部分との境は鴨居・敷居が突止溝（つきどめみぞ）と一本引きになっており、板戸が入っている。この突止溝は他の間仕切りにも見られ、城郭建築に使われる技法である。これは、永禄年間（1560年代）に建立されたときの名残であり、土間に井戸が残っているのも籠城を考慮してのものである。

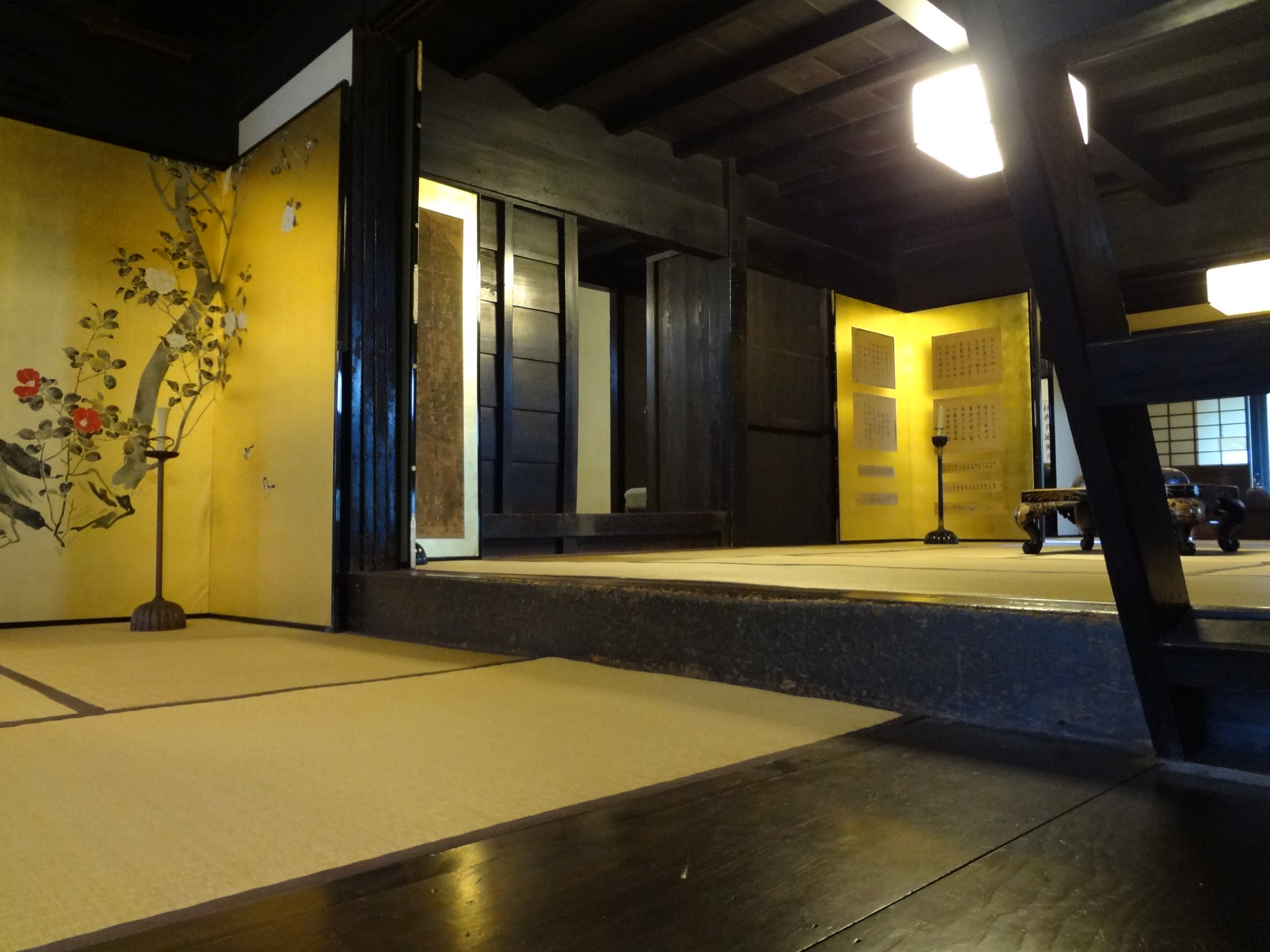
上段框と納戸の帳台構え

床上内部では、帳台構え、各間仕切の敷居・鴨居が突き止めであることなどが一階平面の特質である。
1階の居室部は前述のとおり6間取りとなっており、そのうち4通りより南の4間（「なかのま」、「なんど」、「だいどころ」、仏間）が上段になっており、部屋境には太い上段框が付いている。「なかのま」は、古くは「おうえ」と言われた座敷で畳十畳敷きになっており賓客を招じるに格好の間になっている。「なんど」との境に帳台構えがあるが、この種民家に古式をとどめた帳台構が完全な形で残っている所は極めて少なく、貴重な存在である。「なんど」への出入口は、帳台構えの板戸を開け、一段上がった框を跨いで入るのが建前となっていた。帳台構えの出入口及び2段押入にはすべて「くろろ」（猿落とし）が付いていて、いずれも戸締りが完全にできるようになっている。他の部屋にも「くろろ」が付いており、外から遮断できるようになっている。今井町でこのように「くろろ」が付いている住宅は他には見当たらないことからして外敵からの防御を常に意識していたことが考えられる。

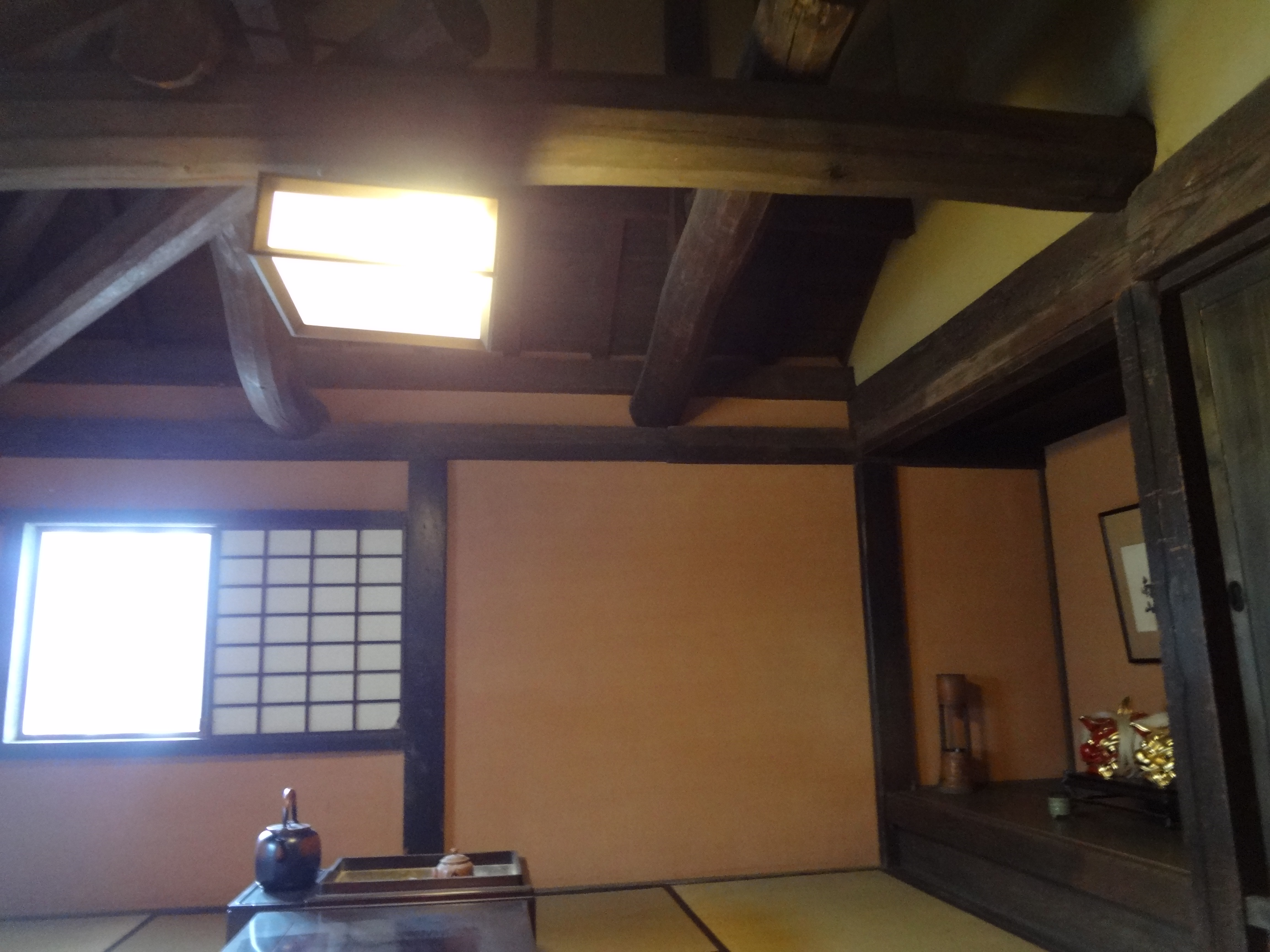
2階床の間座敷

2階には床付きの座敷のあることが注目される。2階にこのような座敷を造ることは、階級意識が強かったこの頃では、上から人を見下げるということで、一般民家には用いることが許されなかった。
現在、本建物が建っている位置は、旧環濠集落の西端にあって、西の要といったことから外敵を威嚇、あるいは防禦する意味において、城郭を思わせる建築様式を備えさせたものと思われる。したがって、本建物は故意に北側の道路上（本町筋）に突出していて、2階座敷北と東の両面に塗籠（ぬりごめ）の連子窓（れんじまど）を設け、外敵の見張りあるいは町内の動向をさぐるに格好の場所であったと思われる。
なお、身分制度などの規制を強化した元和元年（1615年）の武家諸法度発布から、規制が緩和される元禄時代までに2階床の間と式台があったことから、この家が武家であったことの証しとなっているのである。
内方高さが現行内方高さに合っており、畳寸法についても旧尺貫法で長さ6尺3寸、巾3尺1寸5分の現行京間の畳が使われている。
以上の特質のうち2階座敷、式台、上段框を除けば、今井町に現存する古い民家に共通した構造形式を用いているが、その中でも旧形をよく保存されてきたのは今西家住宅のみで、他の建物では随時改変されている。
本建物東南隅すなわち仏間南に2階屋（別間）が接続しているが、この2階屋も後補のものではなく、本建物と同期のものであることがわかった。この2階屋は改変がはげしかったために、1957年（昭和32年）の本建物指定調査の際は、一応保留という形になっていた。再度の調査で本建物と同期のものであり、当然追加指定ということも考えられたが、内部改造のはげしかったことと、当主の希望などもあって指定しないことにした。別間の構造形式は、主屋と大差はないが、各部材の大きさの比例関係である木割りの小さいことと、1階南端柱間には書院のような痕跡のあることから、南8畳間の座敷は、書院形式のものであった。
仏間南現在押し入れのある個所は、もと東西に長い4畳間であって、この4畳間から2階に上がっていた。2階は現在前記4畳間上部は現昇降口及び押入れ・南に8畳間の座敷を有しているが、もとは厨子形式のものであった。
この別間と向い合って西に三階蔵と主屋西側の濠沿いに下屋があり牢屋であったが、1927年（昭和2年）3月7日の北丹後地震で倒壊した。

## 今西家の由緒
川合・今西家の先祖は、古代豪族・十市県主で、安寧天皇の第3子磯城津彦命の後裔である。神武東征の大和平定において磯城邑の弟磯城が兄磯城に降伏を促し、協力して磯城県主を賜り、後に十市県主と改めた（『日本書紀』）。
南北朝時代には十市城主・十市民部太夫遠武の次男・十市次朗太夫直武が奈良県北葛城郡河合町大字川合にある廣瀬大社神主・饒速日命の後裔である曾禰連樋口太夫正之の婿養子となり、八千余石を領して河合城を築き城主となり河合民部少輔中原遠正と称し、南朝武将として後醍醐天皇を吉野潜行の折に奉送し、楠木正行麾下として十市遠康と共に足利義満と戦ったのが川合・今西家初代である（「曾禰樋口氏系図」『河合町史』）。
筒井順慶に圧迫されて今井郷に亡命した龍王山城主十市遠勝の後を追って、永禄9年（1566年）に一族である河合権兵衛尉清長（後改め川合長左衞門正冬）が家臣と共に当地に移住した。
十市家と川合家を恃んできた河瀬新左衛門氏兼を石山本願寺顕如上人光佐の門流に属させて河瀬入道兵部房とし、新しく今井郷に道場を営立して住職とし、一向宗と結んで、時の権力者織田信長と闘うために街の周囲に環濠土塁をうがち、西から今井郷を守るべく櫓などを備えた城構え（現今西家住宅地）を築き城塞都市化した。また、春日神社と天台宗多武峯妙楽寺末寺の常福寺を祀り造営した。元和7年（1621年）5月、大坂夏の陣の功により郡山城主で徳川家康の外孫の松平下総守忠明から今井の西口を守ったことから今西を名乗るようにすすめられ、5代目から名字を今西とした（姓は中原氏）。その時に薙刀 銘来国俊を拝領している。
その後、延宝7年（1679年）に今井町が天領になり、今西家は武士の身分を停止され町人身分になって、100年余り続いた自治権を失効することになるが、惣年寄筆頭職を幕末期まで務め、廃藩置県後も引き続き明治政府から市中取締りを命じられている。

### 系図
和州五郡神社神名帳大略注解を参考資料にした斎藤美澄編纂の「大和志料」によると、「耳成村大字十市にあり、十市氏世々之に攄る、氏は本姓中原と稱し累代の豪族たり、其出つる所三説あり、甲は和州十市城主氏姓傳（十市の森本氏所蔵）に天津兒屋命二十一世孫鎌足長男不比等長子武智丸長子從一位右大臣藤原豊成第一子正二位大納言藤原繼成、乙は國民鄕士記に十市家中原氏、安寧の皇子磯城津彦の孫十市宿禰に中原の姓を賜ふとあり、大系圖に中原、本姓十市宿禰、安寧天皇磯城津彦命之後也と云へるに相合ふ、卽ち安寧帝の皇子磯城津彦命出つる所となせり。丙は大倭武士大宿所勤番次第に長谷川黨十市姓中原（或縣主）十市山城住十萬石とありて十市縣主の中原とす、更に和州五郡神社記を關するに十市御縣神社……又考ふるに縣府に縣主神社有、卽ち鴨王命（事代主神長男也亦天日方命）是中原連等之祖也官社に非鄕社爲り也と見え其傳ふる所、勤番次第に記するものと符号せり、宜く之を以て是となすへきか、然らは則ち十市氏は卽ち十市縣主に係る中原連氏にして其先は事代主命より出て春日縣主大日諸の四世五十坂彦に至り春日を十市と改め、仍て之か縣主に拜せられ其孫十市縣主倭絙彦は中原氏の祖となれるものなり」（大和史料より抜粋）として「十市県主系図」を載せている。
しかし、本来は別族で世代も違う大日諸命（中臣氏族）を櫛御方命の子におくなど、その内容には非常に問題が多くあり、太田亮は「後世の偽書」、「採るに足らず」と評している。
十市御縣坐神社社伝の祭神である孝霊天皇岳父の十市県主の祖・大目も十市県主系図に含まれず、大日諸命の女、糸織姫と綏靖天皇の皇后とされる五十鈴依媛命との年代が合わないことからも春日県主と十市県主は別族と考察できる。同じく和州五郡神社神名帳大略注解を参考資料にした「多神宮注進状」によると、綏靖天皇2年春、神八井耳命は、自ら皇祖天神の神事之典を主り、春日県主の遠祖・大日諸神を祝として奉祀せしめられたとあるが、春日県主の所領は垂仁天皇5年大和国添上郡加須加（春日郷）の地に移ったとされる。神八井耳命は『新撰姓氏録』に「志紀縣主、多朝臣同祖。神八井耳命之後也」と記し、河内国志紀郡の志貴縣主神社の祭神としている。饒速日命の後裔が磯城県主を引き継ぎ志貴県主と名を改めて志貴御県坐神社を祭祀し、崇神天皇7年11月に物部氏の祖伊香色雄に命じ、須恵器の製造地である河内国
茅渟県陶邑に磯城県主庶流の大田田根子を探し出して三輪山の大物主を祀らせ、磯城県主嫡流である磯城県主大目が磯城県主から十市県主と称し、本拠地を志貴縣坐神社から十市御縣坐神社に移したことが示唆される。したがって、戦国期に十市城主十市遠忠が「十市遠忠自筆詠草」の巻首に「兵部少輔中原遠忠」と署名し、中原姓を名乗っていたことからも、安寧天皇の第3子磯城津彦命の後裔である新撰姓氏録 皇別氏族が妥当である。
| 神武天皇 | 神武天皇 | 神武天皇 | 神武天皇 | 神武天皇 | 神武天皇 |  |  | 手研耳命   | 手研耳命   | 手研耳命   | 手研耳命   | 手研耳命   | 手研耳命   |                        |            |            |            |                      |            |            |            |                      |            |                                        |                                        |                                        |                                        |                                        |                                        |                  |                  |                  |                  |  |  |  |  |  |  |  |  |  |  |
| 神武天皇 | 神武天皇 | 神武天皇 | 神武天皇 | 神武天皇 | 神武天皇 |  |  | 手研耳命   | 手研耳命   | 手研耳命   | 手研耳命   | 手研耳命   | 手研耳命   |                        |            |            |            |                      |            |            |            |                      |            |                                        |                                        |                                        |                                        |                                        |                                        |                  |                  |                  |                  |  |  |  |  |  |  |  |  |  |  |
|          |          |          |          |          |          |  |  |            |            |            |            |            |            |                        |            |            |            |                      |            |            |            |                      |            |                                        |                                        |                                        |                                        |                                        |                                        |                  |                  |                  |                  |  |  |  |  |  |  |  |  |  |  |
|          |          |          |          |          |          |  |  | 神八井耳命 | 神八井耳命 | 神八井耳命 | 神八井耳命 | 神八井耳命 | 神八井耳命 |                        |            | 武宇都彦命 | 武宇都彦命 | 武宇都彦命           | 武宇都彦命 | 武宇都彦命 | 武宇都彦命 |                      |            | 武速前命                               | 武速前命                               | 武速前命                               | 武速前命                               | 武速前命                               | 武速前命                               |                  |                  |                  |                  |  |  |  |  |  |  |  |  |  |  |
|          |          |          |          |          |          |  |  | 神八井耳命 | 神八井耳命 | 神八井耳命 | 神八井耳命 | 神八井耳命 | 神八井耳命 |                        |            | 武宇都彦命 | 武宇都彦命 | 武宇都彦命           | 武宇都彦命 | 武宇都彦命 | 武宇都彦命 |                      |            | 武速前命                               | 武速前命                               | 武速前命                               | 武速前命                               | 武速前命                               | 武速前命                               |                  |                  |                  |                  |  |  |  |  |  |  |  |  |  |  |
|          |          |          |          |          |          |  |  |            |            |            |            |            |            |                        |            |            |            |                      |            |            |            |                      |            |                                        |                                        |                                        |                                        |                                        |                                        |                  |                  |                  |                  |  |  |  |  |  |  |  |  |  |  |
|          |          |          |          |          |          |  |  |            |            |            |            |            |            |                        |            |            |            |                      |            |            |            |                      |            |                                        |                                        |                                        |                                        |                                        |                                        |                  |                  |                  |                  |  |  |  |  |  |  |  |  |  |  |
|          |          |          |          |          |          |  |  |            |            |            |            |            |            | 敷桁彦命               | 敷桁彦命   | 敷桁彦命   | 敷桁彦命   | 敷桁彦命             | 敷桁彦命   |            |            | 武恵賀前命           | 武恵賀前命 | 武恵賀前命                             | 武恵賀前命                             | 武恵賀前命                             | 武恵賀前命                             |                                        |                                        |                  |                  |                  |                  |  |  |  |  |  |  |  |  |  |  |
|          |          |          |          |          |          |  |  |            |            |            |            |            |            | 敷桁彦命               | 敷桁彦命   | 敷桁彦命   | 敷桁彦命   | 敷桁彦命             | 敷桁彦命   |            |            | 武恵賀前命           | 武恵賀前命 | 武恵賀前命                             | 武恵賀前命                             | 武恵賀前命                             | 武恵賀前命                             |                                        |                                        |                  |                  |                  |                  |  |  |  |  |  |  |  |  |  |  |
|          |          |          |          |          |          |  |  |            |            |            |            |            |            |                        |            |            |            |                      |            |            |            | 武五百建命・健磐龍命 |            |                                        |                                        |                                        |                                        |                                        |                                        |                  |                  |                  |                  |  |  |  |  |  |  |  |  |  |  |
|          |          |          |          |          |          |  |  |            |            |            |            |            |            |                        |            |            |            |                      |            |            |            |                      |            |                                        |                                        |                                        |                                        |                                        |                                        |                  |                  |                  |                  |  |  |  |  |  |  |  |  |  |  |
|          |          |          |          |          |          |  |  |            |            |            |            |            |            |                        |            |            |            |                      |            |            |            |                      |            |                                        |                                        |                                        |                                        |                                        |                                        |                  |                  |                  |                  |  |  |  |  |  |  |  |  |  |  |
|          |          |          |          |          |          |  |  |            |            |            |            |            |            |                        |            |            |            |                      |            |            |            |                      |            |                                        |                                        |                                        |                                        |                                        |                                        |                  |                  |                  |                  |  |  |  |  |  |  |  |  |  |  |
|          |          |          |          |          |          |  |  |            |            |            |            |            |            |                        |            |            |            | 速甕玉［阿蘇国造］   |            |            |            |                      |            |                                        |                                        |                                        |                                        |                                        |                                        |                  |                  |                  |                  |  |  |  |  |  |  |  |  |  |  |
|          |          |          |          |          |          |  |  |            |            |            |            |            |            |                        |            |            |            |                      |            |            |            |                      |            |                                        |                                        |                                        |                                        |                                        |                                        |                  |                  |                  |                  |  |  |  |  |  |  |  |  |  |  |
|          |          |          |          |          |          |  |  |            |            |            |            |            |            |                        |            |            |            | 建稲背［科野国造］   |            |            |            |                      |            |                                        |                                        |                                        |                                        |                                        |                                        |                  |                  |                  |                  |  |  |  |  |  |  |  |  |  |  |
|          |          |          |          |          |          |  |  |            |            |            |            |            |            |                        |            |            |            |                      |            |            |            |                      |            |                                        |                                        |                                        |                                        |                                        |                                        |                  |                  |                  |                  |  |  |  |  |  |  |  |  |  |  |
|          |          |          |          |          |          |  |  |            |            |            |            |            |            |                        |            |            |            |                      |            |            |            |                      |            |                                        |                                        |                                        |                                        |                                        |                                        |                  |                  |                  |                  |  |  |  |  |  |  |  |  |  |  |
|          |          |          |          |          |          |  |  |            |            |            |            |            |            |                        |            |            |            |                      |            |            |            |                      |            |                                        |                                        |                                        |                                        |                                        |                                        |                  |                  |                  |                  |  |  |  |  |  |  |  |  |  |  |
|          |          |          |          |          |          |  |  |            |            |            |            |            |            |                        |            |            |            | 武諸木［多臣祖］     |            |            |            |                      |            |                                        |                                        |                                        |                                        |                                        |                                        |                  |                  |                  |                  |  |  |  |  |  |  |  |  |  |  |
|          |          |          |          |          |          |  |  |            |            |            |            |            |            |                        |            |            |            |                      |            |            |            |                      |            |                                        |                                        |                                        |                                        |                                        |                                        |                  |                  |                  |                  |  |  |  |  |  |  |  |  |  |  |
|          |          |          |          |          |          |  |  |            |            |            |            |            |            |                        |            |            |            | 建借馬［仲国造祖］   |            |            |            |                      |            |                                        |                                        |                                        |                                        |                                        |                                        |                  |                  |                  |                  |  |  |  |  |  |  |  |  |  |  |
|          |          |          |          |          |          |  |  |            |            |            |            |            |            |                        |            |            |            |                      |            |            |            |                      |            |                                        |                                        |                                        |                                        |                                        |                                        |                  |                  |                  |                  |  |  |  |  |  |  |  |  |  |  |
|          |          |          |          |          |          |  |  |            |            |            |            |            |            |                        |            |            |            | 建黒坂［石城国造祖］ |            |            |            |                      |            |                                        |                                        |                                        |                                        |                                        |                                        |                  |                  |                  |                  |  |  |  |  |  |  |  |  |  |  |
|          |          |          |          |          |          |  |  |            |            |            |            |            |            |                        |            |            |            |                      |            |            |            |                      |            |                                        |                                        |                                        |                                        |                                        |                                        |                  |                  |                  |                  |  |  |  |  |  |  |  |  |  |  |
|          |          |          |          |          |          |  |  |            |            |            |            |            |            |                        |            |            |            |                      |            |            |            |                      |            |                                        |                                        |                                        |                                        |                                        |                                        |                  |                  |                  |                  |  |  |  |  |  |  |  |  |  |  |
|          |          |          |          |          |          |  |  | 綏靖天皇   | 綏靖天皇   | 綏靖天皇   | 綏靖天皇   | 綏靖天皇   | 綏靖天皇   |                        |            | 安寧天皇   | 安寧天皇   | 安寧天皇             | 安寧天皇   | 安寧天皇   | 安寧天皇   |                      |            | 息石耳命                               | 息石耳命                               | 息石耳命                               | 息石耳命                               | 息石耳命                               | 息石耳命                               |                  |                  |                  |                  |  |  |  |  |  |  |  |  |  |  |
|          |          |          |          |          |          |  |  | 綏靖天皇   | 綏靖天皇   | 綏靖天皇   | 綏靖天皇   | 綏靖天皇   | 綏靖天皇   |                        |            | 安寧天皇   | 安寧天皇   | 安寧天皇             | 安寧天皇   | 安寧天皇   | 安寧天皇   |                      |            | 息石耳命                               | 息石耳命                               | 息石耳命                               | 息石耳命                               | 息石耳命                               | 息石耳命                               |                  |                  |                  |                  |  |  |  |  |  |  |  |  |  |  |
|          |          |          |          |          |          |  |  | 研耳命     | 研耳命     | 研耳命     | 研耳命     | 研耳命     | 研耳命     |                        |            |            |            |                      |            |            |            |                      |            | 懿徳天皇                               | 懿徳天皇                               | 懿徳天皇                               | 懿徳天皇                               | 懿徳天皇                               | 懿徳天皇                               |                  |                  |                  |                  |  |  |  |  |  |  |  |  |  |  |
|          |          |          |          |          |          |  |  | 研耳命     | 研耳命     | 研耳命     | 研耳命     | 研耳命     | 研耳命     |                        |            |            |            |                      |            |            |            |                      |            | 懿徳天皇                               | 懿徳天皇                               | 懿徳天皇                               | 懿徳天皇                               | 懿徳天皇                               | 懿徳天皇                               |                  |                  |                  |                  |  |  |  |  |  |  |  |  |  |  |
|          |          |          |          |          |          |  |  | 彦八井耳命 | 彦八井耳命 | 彦八井耳命 | 彦八井耳命 | 彦八井耳命 | 彦八井耳命 |                        |            |            |            |                      |            |            |            |                      |            | 磯城津彦命［猪使宿禰祖、新田部宿禰祖］ | 磯城津彦命［猪使宿禰祖、新田部宿禰祖］ | 磯城津彦命［猪使宿禰祖、新田部宿禰祖］ | 磯城津彦命［猪使宿禰祖、新田部宿禰祖］ | 磯城津彦命［猪使宿禰祖、新田部宿禰祖］ | 磯城津彦命［猪使宿禰祖、新田部宿禰祖］ |                  |                  |                  |                  |  |  |  |  |  |  |  |  |  |  |
|          |          |          |          |          |          |  |  | 彦八井耳命 | 彦八井耳命 | 彦八井耳命 | 彦八井耳命 | 彦八井耳命 | 彦八井耳命 |                        |            |            |            |                      |            |            |            |                      |            | 磯城津彦命［猪使宿禰祖、新田部宿禰祖］ | 磯城津彦命［猪使宿禰祖、新田部宿禰祖］ | 磯城津彦命［猪使宿禰祖、新田部宿禰祖］ | 磯城津彦命［猪使宿禰祖、新田部宿禰祖］ | 磯城津彦命［猪使宿禰祖、新田部宿禰祖］ | 磯城津彦命［猪使宿禰祖、新田部宿禰祖］ |                  |                  |                  |                  |  |  |  |  |  |  |  |  |  |  |
|          |          |          |          |          |          |  |  |            |            |            |            |            |            |                        |            |            |            |                      |            |            |            |                      |            |                                        |                                        |                                        |                                        |                                        |                                        |                  |                  |                  |                  |  |  |  |  |  |  |  |  |  |  |
|          |          |          |          |          |          |  |  |            |            |            |            |            |            |                        |            |            |            |                      |            |            |            |                      |            |                                        |                                        |                                        |                                        |                                        |                                        |                  |                  |                  |                  |  |  |  |  |  |  |  |  |  |  |
|          |          |          |          |          |          |  |  |            |            |            |            | 和智津彦命 | 和智津彦命 | 和智津彦命             | 和智津彦命 | 和智津彦命 | 和智津彦命 |                      |            | 蠅伊呂泥   | 蠅伊呂泥   | 蠅伊呂泥             | 蠅伊呂泥   | 蠅伊呂泥                               | 蠅伊呂泥                               |                                        |                                        | 倭迹迹日百襲媛命                       | 倭迹迹日百襲媛命                       | 倭迹迹日百襲媛命 | 倭迹迹日百襲媛命 | 倭迹迹日百襲媛命 | 倭迹迹日百襲媛命 |  |  |  |  |  |  |  |  |  |  |
|          |          |          |          |          |          |  |  |            |            |            |            | 和智津彦命 | 和智津彦命 | 和智津彦命             | 和智津彦命 | 和智津彦命 | 和智津彦命 |                      |            | 蠅伊呂泥   | 蠅伊呂泥   | 蠅伊呂泥             | 蠅伊呂泥   | 蠅伊呂泥                               | 蠅伊呂泥                               |                                        |                                        | 倭迹迹日百襲媛命                       | 倭迹迹日百襲媛命                       | 倭迹迹日百襲媛命 | 倭迹迹日百襲媛命 | 倭迹迹日百襲媛命 | 倭迹迹日百襲媛命 |  |  |  |  |  |  |  |  |  |  |
|          |          |          |          |          |          |  |  |            |            |            |            |            |            |                        |            |            |            |                      |            | 蠅伊呂杼   |            |                      |            |                                        |                                        |                                        |                                        |                                        |                                        |                  |                  |                  |                  |  |  |  |  |  |  |  |  |  |  |
|          |          |          |          |          |          |  |  |            |            |            |            |            |            |                        |            |            |            |                      |            |            |            |                      |            |                                        |                                        |                                        |                                        |                                        |                                        |                  |                  |                  |                  |  |  |  |  |  |  |  |  |  |  |
|          |          |          |          |          |          |  |  |            |            |            |            |            |            |                        |            |            |            |                      |            |            |            |                      |            |                                        |                                        |                                        |                                        |                                        |                                        |                  |                  |                  |                  |  |  |  |  |  |  |  |  |  |  |
|          |          |          |          |          |          |  |  |            |            |            |            |            |            |                        |            |            |            |                      |            |            |            |                      |            |                                        |                                        |                                        |                                        |                                        |                                        |                  |                  |                  |                  |  |  |  |  |  |  |  |  |  |  |
|          |          |          |          |          |          |  |  |            |            |            |            |            |            | 十市勝良［中原朝臣祖］ |            |            |            |                      |            |            |            |                      |            |                                        |                                        |                                        |                                        |                                        |                                        |                  |                  |                  |                  |  |  |  |  |  |  |  |  |  |  |
|          |          |          |          |          |          |  |  |            |            |            |            |            |            |                        |            |            |            |                      |            |            |            |                      |            |                                        |                                        |                                        |                                        |                                        |                                        |                  |                  |                  |                  |  |  |  |  |  |  |  |  |  |  |

十市縣主系図（和州五郡神社神名帳）
- 事代主命
- 鴨王命（天日方命・櫛甕玉)
- 大日諸命（春日県主・武研貴彦友背命、ただし『諸系譜』、『姓氏録』には中臣氏同族、天種子命の孫と見える。）
- 大間宿禰（春日県主）
- 春日日子（春日県主）
- 豊秋狭太彦（春日県主）
- 五十坂彦（十市県主）考昭天皇御世春日縣改名十市詔五十坂彦為縣主
- 大日彦（十市県主）
- 倭絙（葉江）彦（十市県主）中原連祖

和州十市城主氏姓傳（奈良県立奈良図書館蔵）
- 一代 - 継綱  （小字長丸従三位宰相継成後改継綱　鎌足五代胤正二位大納言）
- 二代 - 継遠　（従五位右大辯）
- 三代 - 遠長　（従五位ノ修理大夫十市大和守始爲武家）
- 四代 - 遠國　（従五位下大和介）
- 五代 - 遠貞　（従五位下民部少輔）
- 六代 - 遠秀　（文太夫）

　　　　 　 - 女子　（十市采女藤原友子）
- 七代 - 遠吉　（武太夫）
- 八代 - 遠冬　（新太夫）
- 九代 - 遠元　（新太夫）
- 十代 - 遠次　（小太夫）
- 十一代 - 遠淸　（兵太夫現光院大梅大居士）
- 十二代 - 遠武　（従五位下民部太輔明光院梅心大居士）
- 十三代 - 遠光　（兵部太郎従五位兵部太輔改藤原號中原大光院淸窓大居士）

　　　　　 　- 遠正　（河合次郎太夫従五位下民部中原少輔・川合・今西家初代）
- 十四代 - 遠久　（左衞門尉滿光院月淸大居士）

　　　　　 　- 僧　　（壽榮法印）
　　　　　 　- 重則　（十市彈正）
- 十五代 - 遠兼　（左衞門尉慈光院月窓大居士）
- 十六代 - 遠忠　（小字兵部太郎従五位下兵部太輔光德院丹大居士）

　　　　　 　 - 僧　　（榮弘法印）
- 十七代 - 遠勝　（小字小太郎太郎左衞門尉慈現院枩月大居士）

　　　　　 　 - 忠久　（十市大膳）
- 十八代 - 遠益　（左近將監玄蓄頭・早世）

　　　　　 　 - 遠高　（十市小次郎常陸介大慈院窓光大居士）
川合今西氏傳
一、大織冠鎌足十六代胤大和國十市郡十市城主従五位下民部太輔藤原後改中原遠武二男十市次郎太夫遠正同國廣瀬郡川合又作河合廣瀬大明神ノ社司樋口太夫正之カ婿養子ト成リ廣瀬ノ神領十市ノ分地等合テ八千餘石ヲ領シ河合ノ城ヲ築キ河合民部少輔中原遠正ト號ス其城跡於今ニアリ實兄十市兵部太輔遠光ト共ニ爲楠氏麾下茲ニ延元元年丙子八月廿八日夜後醍醐帝吉野ヘ御潛幸ノ節楠氏ノ下知ニ依リ十市兵部川合次郎兄弟五百餘人ニテ奉送之賞ニ従五位下ニ叙セラレ河合民部少輔ト號ス遠正時ニ廿八歳也一云此時改直武其生質文武ノ兩道ヲ兼備シ其功最數度ナリ貞和五年正月五日楠帶刀左衞門尉橘正行同次郎正時兄弟河州四條索手ノ合戰ニモ分捕高名シ其身ニモ七ケ所手課シカノモ遂ニ無恙キ時ニ遠正四十一歳也其後楠次郎左衞門尉正儀カ手ニ屬シ軍功數多ニテ感状ヲ與ヘリ百代後圓融院明德元年庚午七月五日八十二歳而卒ス號光長院梅窓大居士
二代
一、正直遠正カ長子也刑部太郎知勇アリ從兄十市左衞門尉遠久ト共ニ筒井藤市丸小太夫カ麾下タリ應永廿年癸巳三月七日十市遠久ノモニ藤市丸ヲ大將トシ同國越智箸尾氏等ト大ニ戰ヒ遂ニ切リ勝彼等ヲシテ筒井家ノ麾下ニ屬シム藤市丸小太夫ト筒井氏四十三代順永法印ノ事也正直其外勇功數度ナリ河合ノ城主ニシテ領壹萬石室ハ外池氏土佐守武國カ女也正直百三代後花園院文安五年戊辰四月二日卒ス七十五歳號光安院窓月大居士妹宇多郡明山右近親直カ室也
三代
一、勝正河合長太夫刑部太郎正直二男也姉ハ十郎左衞門尉遠兼カ室也勝正二十人ヲ兼精兵ノ手垂レ其外文武相達シケレトノモ媱亂況醉ナル故ニ蒙父勘氣牢士ト成後從兄且姉婿遠兼ニ依テ蟄居ス正直モ偏屈ノ義士而不立養跡卒去ノ後河合城壊タリ勝正文明十三辛丑年四月二日遂罹大酒難頓死ス五十八歳號窓密居士也
四代
一、正治河合助衞門尉勝正長子也父トトモニ牢士ト成住十市城下父卒去ノ節纔ニ八歳也生質陰欝ニテ閑居ヲ好ミ和歌ヲ克ス永祿九丙寅年五月十日病死九十三歳號窓秋居士也
五代
一、正冬正治長子母吉備忠介直益女也正冬始河合長左衞門後ニハ與介與次兵衞ト云リ父ト同ク十市城下ニ牢居セリ兵部少輔遠忠ニ屬セリ知勇アツテ且志シ歌道遠忠弟榮弘弟僧都ヲ師トセリ大和國中ノ族士等ニ遊客ト成テ意ヲ娯メリ茲ニ親鸞上人ノ末葉顯如上人光佐皇百四代後土御門院明應六丁巳年ノ春ヨリ於攝刕大坂阿古瀨カ淵ヲ築キ始テ城郭ヲ構テ在住シ宗旨益繁榮セリ河合氏等モ數信皈セリ此宗旨也然ニ織田信長公天下ノ権ヲ執玉ヒ威光都鄙ニ及ヘリ親鸞派ノ出家トシテ名利ニ陥リ酒色ヲ嗜ミ甲冑ヲ帶シ劒戟ヲ執ル甚悪ミ怒速ニ大坂城ヲ明渡シ偏ニ一向宗旨ヲ可修使价數多度ナリ雖トモ上人確執シテ不和故信長公大ニ怒リ諸將ニ被命於此大坂城ヲ始諸國交戰蜂ノ如同ク川合長左衛門正冬モ一向宗旨信仰ノ故ニ一揆ヲ促ケリ是ヨリ先ニ近江出生河瀬新左衛門氏兼（始言ト高陰）云牢士アリ彼ハ元近江源氏ノ氏族永田刑部太夫高長カ子ニ河瀬太郎太夫高光一子也幼稚ニシテ父母ニ後レ山門ニ登リ僧トナリ後還俗シテ大和ニ來リ十市氏幵川合一家ヲ依リ怙リ故ニ正冬件ノ氏兼ヲ剃髪セシメ大坂ニ通シ光佐上人ノ門派ニ属サシム只今ノ今井郷ハ家スチハ二三十軒計ノ小里ナリケルヲ正冬築キ立テ大郷トナシ又新ニ一道場ヲ榮立シテ河瀬入道兵部房ヲ住職タラシム川井氏カ介立ニテ其胤今井一郷ノ檀那寺ナリ正冬一族幵兵部等ヲ先トシ千餘人四方ニ堀ヲホリ土居築キ小櫓ナトヲ構ヘ近邊ヲ放火シ威ヲ振テ上人方トテ楯籠リ寄手ハ筒井順慶法印惟任日向守光秀ノ兩勇將七千餘人ニテ取圍攻ケレドモ一向信仰ノ諸士多キカ故ニ弓矢ハ鏃ヲ拔キ鐵炮ハ玉ヲコメス或兵粮ヲ入又ハ返忠シケル故終落居セス却惟任カ先手ヘ毎度夜討シ陣營ヲ騒シタリ其後禁裏ヨリ御扱ニナリテ天正三庚辰年七月上旬顕如敎如准如三上人等紀刕鷲ノ森ニ閑居アリシカハ今井モ共ニ和平シテ矢倉等ヲ下シ先規ノ如ク宗門相續可致之旨從信長公御朱印ヲ賜リ軍族ノ時ハ十市氏ニ附シテ筒井家ノ麾下トナレリ正冬カ介抱ニテ道場ヘノ寄知行二千石餘アリシト也豊臣家ノ治世ニモ大和大納言秀長ヨリ信長先規ノ通ノ命アリ然後慶長十九甲辰年大坂騒動起レリ於キ是筒井家ノ牢士大和國中野武士等大方ハ大坂ノ城ヘ馳入リ長左衛門正冬兵部房計ハ堅ク今井郷ヲ守リ不出翌元和元乙卯年四月二六日大坂勢箸尾宮内卿藤原重春ヲ大將トシ萬歳備前守友興同太郎兵衞友滿同藤四郎友次布施太郎左衞門春行同小太郎春次細井兵介武春幵大野主馬介治房組ノ諸士等馬上百騎上下二千餘人大和路ニ發向シ同二九日筒井順慶法印養跡筒井主殿頭定慶同紀伊守藤原慶之等ヲ追落シ郡山城ヲ燒拂ヒ百濟南鄕寺田邉ヲモ放火シ今井郷ヘ押掛近邉ヲモ燒立ケルニ長左衛門正冬ハ健者ニテ道場ノ兵部幵檀那地下等ヲ促シ西口ヘ出向鐵炮ヲ打セ邉ヲ拂ツテ守リケル大坂方ノ大和ノ諸士等ハ正冬ト舊友ノ好ミアル上ニ一向宗多カリケレハ構ハスシテ乾ノ方ヘ引返シ法隆寺表ヲ燒拂ヒ關屋ヘ懸リ國分ヘ引取リ今井ノ郷兵火ノ難ヲ免シハ正冬カ働キ故也ト國中擧シテ感心セリ
- 初代 - 遠正　（十市民部太輔遠武次男十市次郎太夫直武後改従五位下河合民部少輔中原遠正）
- 二代 - 正直　（遠正長子河合刑部太郎）

　　　　 　- 女子　（和刕宇多城主秋山右近源親直室也）
- 三代 - 勝正  （正直次男河合長太夫）

　 　　 　- 女子　（十市左衞門尉遠兼室）
- 四代 - 正治  （勝正次男河合助右衞門尉）
- 五代 - 正冬  （正治長子河合長左衞門後改今西與次兵衞）
- 六代 - 正次  （正冬嫡子本家今西與次兵衞）

　 　　 　- 正長  （正冬次男今西長兵衞）
- 七代 - 正盛  （正次長子今西與次兵衞）
- 八代 - 盛芳  （正盛次男今西與次兵衞）
- 九代 - 正武  （盛芳長子今西新之助）
- 十代 - 栄正  （正武長子今西長太夫）
- 十一代‐正甫  （栄正長子俗名お屋寿今西與兵衞）
- 十二代 -正高  （正甫長子今西宗三郎）
- 十三代 -正巖  （正高長子今西逸郎）
- 十四代 -正文  （正巖長子今西元治郎）
- 十五代 -武次郎 （正文長子）
- 十六代 - 一郎  （武次郎長子）
- 十七代 - 博  （一郎長子）
- 十八代 - 啓仁  （博長子）

## 所在地
- 奈良県橿原市今井町3丁目9番25号

## その他
- 2013年（平成25年）4月に、今西家住宅の北西側の柱の一本に傷が付いているのが発見され、奈良県警橿原署が当て逃げ事件として捜査を行っている[15]。